# Pacs del Penedès
Pacs del Penedès là một đô thị trong ‘‘comarca’’ Alt Penedès, Barcelona, Catalonia, Tây Ban Nha.